# Apeadeiro de Recesinhos
O apeadeiro de Recesinhos (nome anteriormente, e por vezes ainda, grafado como "Recezinhos"), originalmente denominado de Castelões (nome anteriormente grafado como "Castellões"), é uma interface da Linha do Douro, que serve as freguesias de Castelões de Recezinhos e de Banho e Carvalhosa, no distrito do Porto, em Portugal.

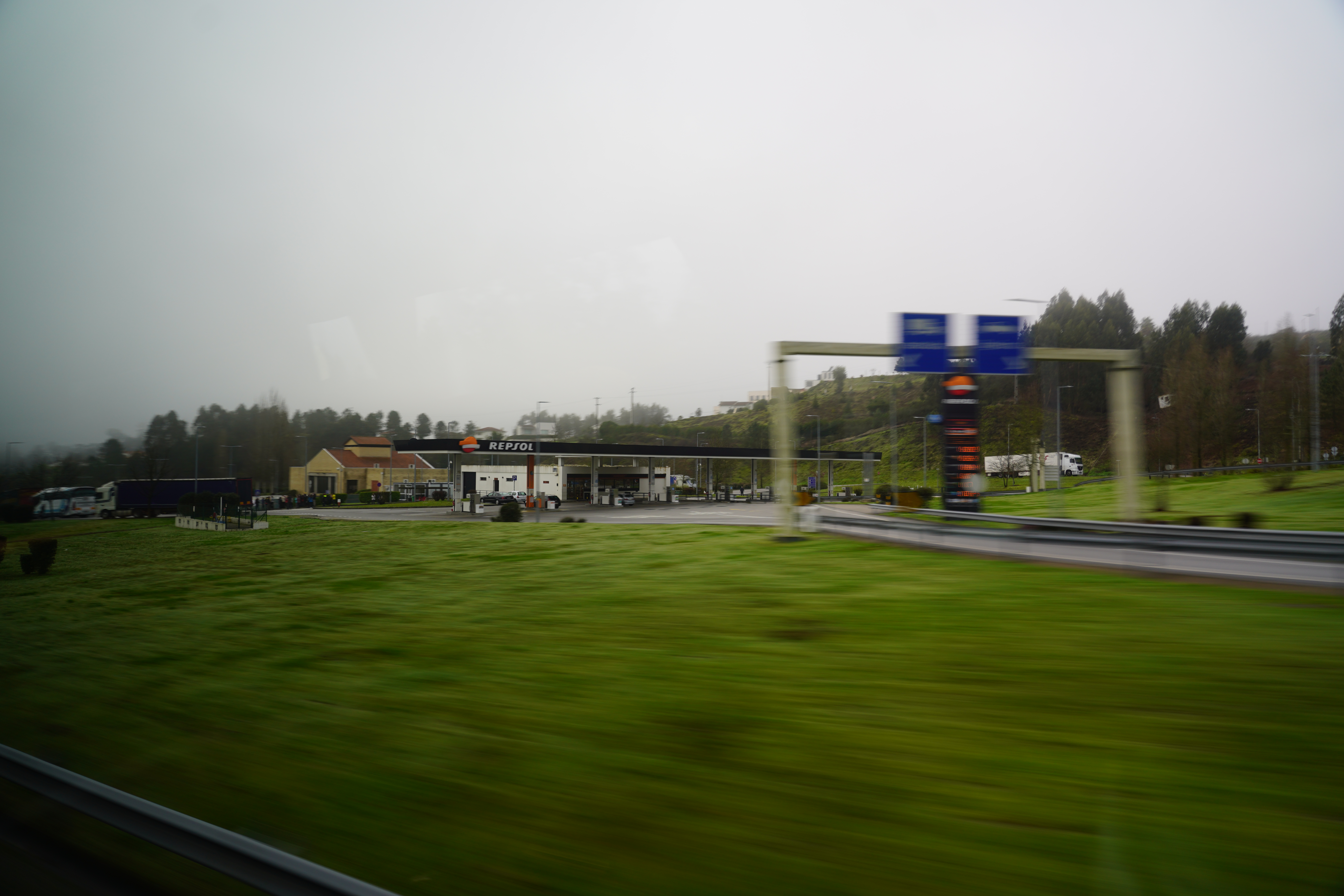
Estação de serviço afeta à A4, situada junto ao apeadeiro de Recesinhos.

## Descrição

### Infraestrutura
Como apeadeiro em linha em via única, esta interface tem uma só plataforma: tem 174 m de comprimento e alturas de 90 e 30 cm em dois segmentos, e situa-se do lado poente da via (lado direito do sentido ascendente, para Barca d’Alva).

### Serviços
Em dados de 2023, esta interface é servida por comboios de passageiros da C.P. de tipo urbano no serviço “Linha do Marco”, tipicamente com 12 circulações diárias em cada sentido entre Porto - São Bento e Marco de Canaveses; passam sem parar nesta interface, em cada sentido, 8 circulações diárias do mesmo serviço.

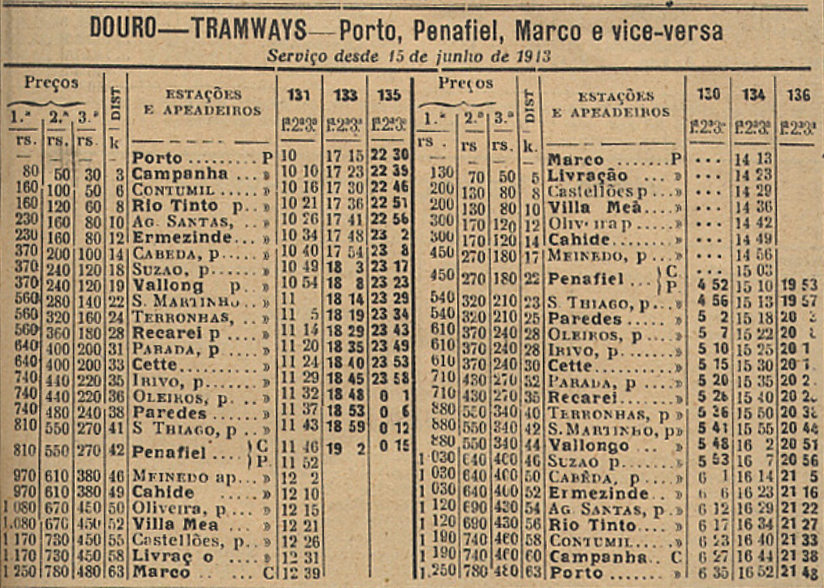
Horários de 1913, onde esta gare surge com o nome original, "Castellões"

## História
O troço entre as Estações de Caíde e Juncal da Linha do Douro, onde este apeadeiro se situa, foi inaugurado no dia 15 de Setembro de 1878.